# Heinemann (Familienname)
Heinemann ist der Familienname folgender Personen:

### A
- Adolf von Heinemann (1820–1906), deutscher Generalmajor
- Adolf Heinemann (Musiker) (1882–1950), deutscher Musiker
- Ákos Heinemann (* 1966), österreichischer Immunopharmakologie und Hochschullehrer
- Albert Heinemann (1938–2023), deutscher Jurist und Politiker (CDU)
- Albrecht von Heinemann (1903–1962), deutscher Buchhändler, Journalist und Schriftsteller
- Alex Heinemann, Filmproduzent, siehe Alex Heineman
- Alexander von Heinemann (1813–1884), deutscher Generalmajor
- Alexander Heinemann (Sänger) (1873–1918/1919), deutscher Opernsänger (Bariton)
- Alexander Heinemann (Archäologe) (* 1973), deutscher Klassischer Archäologe
- Alfred Heinemann (1908–1995), deutscher Pianist, Komponist und Musikpädagoge
- Alois Heinemann (* 1942), deutscher Sozialpsychologe
- André W. Heinemann (* 1971), deutscher Wirtschaftswissenschaftler und Politiker (Bündnis 90/Die Grünen)
- Andreas Heinemann (Ingenieur), deutscher Agraringenieur
- Andreas Heinemann (Rechtswissenschaftler) (* 1962), deutscher Rechtswissenschaftler und Ökonom
- Andreas Heinemann-Grüder (* 1957), deutscher Politikwissenschaftler
- Anna Heinemann (1869–1938), deutsche Schriftstellerin
- Antonius Friedrich Gottlieb Heinemann (1751–1804), deutscher Orgelbauer, siehe Antonius Friedrich Gottlieb Heyneman

### B
- Barbara Heinemann Landmann (1795–1883), deutsche Pietistin
- Bartholomäus Heinemann (1885–1949), deutscher Historiker und Heimatforscher
- Beate Heinemann (* 1970), deutsche Physikerin
- Behar Heinemann (* 1969), deutsch-kosovarische Publizistin und Menschenrechtlerin, Künstlerin und Fotografin
- Bernd Heinemann (Kanute) (* 1949), deutscher Kanute
- Bernd Heinemann (* 1952), deutscher Politiker (SPD)
- Bernhard Heinemann (* 1950), deutscher Informatiker und Autor
- Bruno Heinemann (Offizier) (1858–1938), deutscher Offizier und Parteifunktionär (NSDAP)
- Bruno Heinemann (Marineoffizier) (1880–1918), deutscher Marineoffizier
- Bruno Heinemann (Politiker), deutscher Politiker in der Freien Stadt Danzig

### C
- Carl Heinemann (Rabbiner) (1802–1868), deutsch-schwedischer Rabbiner
- Carl Heinemann (Komponist), deutscher Komponist, Dirigent und Musikpädagoge
- Christiane Heinemann (* 1964), deutsche Schauspielerin
- Christoph Heinemann (1854–1931), deutscher Unternehmer, siehe Gebr. Heinemann Maschinenfabriken
- Christoph Heinemann (Musiker), deutscher Musiker
- Christoph Heinemann (Journalist, 1961) (* 1961), deutscher Hörfunkjournalist
- Christoph Heinemann (Architekt) (* 1969), deutscher Architekt, Stadtplaner und Hochschullehrer
- Christoph Heinemann (Journalist, 1988) (* 1988), deutscher Printjournalist
- Conrad Heinemann (Intendant), deutscher Theaterdramaturg und -Intendant
- Conrad Christoph Heinemann (Konrad Christoph Heinemann; Conradus Christophorus Heinemannus und Varianten; 1647–1706), deutscher evangelischer Theologe und Pädagoge
- Curt-Jürgen Heinemann-Grüder (1920–2010), deutscher Geistlicher und Friedensaktivist

### D
- Daniel Heinemann (Unternehmer) (1809–1875), deutscher Unternehmer, Politiker und Mäzen
- Daniel Heinemann (Wirtschaftswissenschaftler) (* 1974), deutscher Wirtschaftswissenschaftler und Unternehmensberater
- David Heinemann (1819–1902), deutscher Maler und Kunsthändler

### E
- Ed Heinemann (1908–1991), US-amerikanischer Flugzeugkonstrukteur
- Edward A. Heinemann (* vor 1947), Romanist, Sprachwissenschaftler und Hochschullehrer
- Elisabeth Heinemann (* 1958), deutsche Fotografin
- Elke Heinemann (* 1961), deutsche Schriftstellerin
- Emil Heinemann (1872–1943), österreichischer Posaunist
- Erich Heinemann (General) (1881–1956), deutscher General der Artillerie
- Erich Heinemann (Schriftsteller) (1929–2002), deutscher Schriftsteller und Literaturhistoriker
- Ernst Heinemann (Maler, 1848) (Ernest Heinemann; 1848–1912), deutsch-amerikanischer Maler und Graveur
- Ernst Heinemann (Maler, 1887) (1887–1979), deutscher Maler
- Ernst-Günter Heinemann (* 1945), deutscher Musikwissenschaftler und Herausgeber
- Erwin Heinemann (Komponist) (um 1908–nach 1954), deutsch-argentinischer Pianist und Komponist
- Erwin Heinemann (Politiker) (1910–nach 1958), deutscher Gewerkschafter und Politiker (KPD, SPD), MdBB
- Evelyn Heinemann (* 1952), deutsche Hochschullehrerin, Sonderpädagogin, Psychologin und Psychoanalytikerin

### F
- Ferdinand von Heinemann (1818–1881), deutscher Pädagoge, Dichter und Politiker
- Florian Heinemann (* 1976), deutscher Unternehmer
- Frank Heinemann (Ökonom) (* 1961), deutscher Wirtschaftswissenschaftler und Hochschullehrer
- Frank Heinemann (Fußballspieler) (* 1965), deutscher Fußballspieler und -trainer
- Franz Heinemann (1870–1957), Schweizer Bibliothekar und Jurist
- Franz Carl Heinemann (1819–1875), deutscher Gärtner und Unternehmensgründer
- Friedrich Heinemann (* 1964), deutscher Wirtschafts- und Finanzwissenschaftler
- Fritz Heinemann (Bildhauer) (1864–1932), deutscher Bildhauer
- Fritz Heinemann, eigentlicher Name von Fritz Rémond senior (1864–1936), deutscher Schauspieler
- Fritz Heinemann (Philosoph) (1889–1970), deutscher Philosoph
- Fritz Heinemann (Politiker) (1903–1975), deutscher Politiker (SPD), Oberbürgermeister von Bochum
- Fritz Heinemann (Kunsthistoriker) (Fritz David Heinemann; 1905–1983), deutscher Kunsthistoriker

### G
- Gabor Heinemann (* 1968), österreichischer Lagerstättenkundler, Unternehmer und Fußballfunktionär
- Georg Friedrich Heinemann (1825–1899), deutscher Lehrer und Mundartdichter
- Gerrit Heinemann (* 1960), deutscher Wirtschaftswissenschaftler und Hochschullehrer
- Gottfried Heinemann (* 1949), deutscher Philosoph und Mathematiker
- Günter Heinemann (Mediziner) (1923–1989), deutscher Chirurg
- Günter Heinemann (Kunsthistoriker) (1924–1993), deutscher Kunsthistoriker und Archivar
- Günther Heinemann (* 1955), deutscher Meteorologe und Hochschullehrer
- Gustav Heinemann (1899–1976), deutscher Politiker, Bundespräsident 1969 bis 1974

### H
- Hans Heinemann (Maler) (1915–2002), deutscher Maler, Zeichner, Unternehmer und Mäzen
- Hans Heinemann (Radsportler) (* 1940), Schweizer Radsportler
- Hans-Martin Heinemann (* 1953), deutscher Theologe und Pastor
- Hartmut Heinemann (* 1940), deutscher Archivar und Historiker
- Heinrich Heinemann (1881–1914), deutscher Unternehmer, siehe Gebr. Heinemann Maschinenfabriken
- Heinz Heinemann (1940–2024), Schweizer Radrennfahrer
- Hella-Hilde Heinemann, Geburtsname von Lette Valeska (1885–1985), deutsch-amerikanische Fotografin, Malerin und Bildhauerin
- Henry Heinemann (1883–1958), deutsch-niederländischer Mediziner
- Herbert Heinemann (1907–1984), deutscher Architekt
- Heribert Heinemann (1925–2012), deutscher Geistlicher und Kirchenrechtler
- Hermann von Heinemann (1812–1871), deutscher Entomologe
- Hermann Heinemann (Politiker, 1862) (1862–1939), deutscher Lehrer und Politiker (NLP)
- Hermann Heinemann (Journalist) (1879–1929), Chefredakteur der Neisser Zeitung (seit 1921)
- Hermann Heinemann (1928–2005), deutscher Gewerkschafter und Politiker (SPD)
- Hilda Heinemann (1896–1979), deutsche Gattin von Gustav Heinemann
- Horst Heinemann (* 1939), deutscher Ingenieur und Heimatforscher
- Hugo Heinemann (1863–1919), deutscher Jurist und Politiker (SPD)
- Hugo Heinemann (Ingenieur) (1827–1873), deutscher Ingenieur und Erfinder

### I
- Ina Heinemann (* 1976), deutsche Radsportlerin
- Isaak Heinemann (1876–1957), deutscher Religionsphilosoph
- Isabel Heinemann (* 1971), deutsche Historikerin

### J
- Jenny Heinemann (* 1988), deutsche Volleyball- und Beachvolleyballspielerin
- Jeremias Heinemann (1778–1855), deutscher Autor, Orientalist, Herausgeber und Übersetzer
- Johann Heinemann (Kaufmann) (1870–1933), deutscher Kaufmann
- Johann Andreas Heinemann (1717–1798), deutscher Orgelbauer
- Johann Nepomuk Heinemann (1817–1902), deutscher Lithograf und Fotograf
- Johann Wilhelm Heinemann (Jurist, 1723) (1723–1794), deutscher Jurist und Kurfürstlich Braunschweig-Lüneburgischer Bergrat in Goslar
- Johann Wilhelm Heinemann (Jurist, 1756) (1756–nach 1816), deutscher Jurist und Bergbeamter
- Josefine Heinemann, Geburtsname von Josefine Səfərli (* 1998), deutsche Schachspielerin
- Joseph Heinemann (Maler) (auch Josef Heinemann; 1825–1901), deutscher Maler
- Joseph Heinemann (Judaist) (1915–1978), deutsch-israelischer Rabbiner, Judaist und Liturgiewissenschaftler
- Jürgen Heinemann (* 1934), deutscher Fotograf
- Julia Heinemann (* 1968), deutsche Schauspielerin
- Julius Heinemann (* 1984), deutscher Installationskünstler

### K
- Karl Heinemann (Literaturwissenschaftler) (1857–1927), deutscher Literaturwissenschaftler
- Karl Heinemann (Astronom) (1898–1970), deutscher Astronom
- Karl-Heinz Heinemann (* 1947), deutscher Journalist und Autor
- Karl-Joachim Heinemann (1940–2021), deutscher Designer und Hochschullehrer
- Karl Wilhelm Anton Heinemann (1783–1847), deutscher Jurist und Autor
- Käthe Heinemann (1891–1975), deutsche Pianistin und Musikpädagogin
- Klaus Heinemann (1937–2022), deutscher Sportsoziologe und Hochschullehrer
- Konrad Heinemann (Jurist) (auch Conrad Heineman(n), Chunradus Heinemannus; 1548–1602), deutscher Jurist, Gymnasiallehrer und Fürstlich-Braunschweigischer Hofrat

### L
- Lars Heinemann (* 1977), deutscher Rechtsanwalt und Politiker (FDP)
- Levi Heinemann (auch Levy Heinemann; 1785–1861), deutscher Beamter und Bankier
- Lothar von Heinemann (Historiker) (1859–1901), deutscher Historiker
- Lothar von Heinemann (General) (1905–1997), deutscher Generalmajor
- Lothar Heinemann (Maler) (1911–nach 1966), deutscher Maler und Grafiker
- Lothar Heinemann (Mediziner) (1941–2021), deutscher Mediziner und Epidemiologe
- Ludwig Heinemann (Politiker) (1832–1900), österreichischer Rechtsanwalt und Politiker
- Ludwig Heinemann (Kunsthändler) (1898–??), deutscher Kunsthändler
- Luise Heinemann (1903–?), deutsche Politikerin (SPD)

### M
- Maik Heinemann (* 1971), deutscher Handballspieler
- Manfred Heinemann (Politiker) (* 1941), deutscher Politiker (CDU)
- Manfred Heinemann (Historiker) (* 1943), deutscher Erziehungswissenschaftler, Historiker und Hochschullehrer
- Margarete von Heinemann (1856–1939), deutsche Landschaftsmalerin und Äbtissin
- Margret Heinemann (1883–1968), deutsche Klassische Archäologin und Lehrerin
- Mario Heinemann (* 1969), deutscher Tänzer und Choreograf
- Max Heinemann (1894–nach 1950), deutscher Politiker (SED), MdL Sachsen-Anhalt
- Maximilian Heinemann (1840–1924), deutscher Jurist und Richter
- Michael Heinemann (Musikwissenschaftler) (* 1959), deutscher Musikwissenschaftler und Hochschullehrer
- Michael Heinemann (Sänger) (* 1986), deutscher Sänger
- Michael-Andreas Heinemann (* 1949), deutscher Politiker (CDU)

### N
- Nina Heinemann (* 1980), deutsche Hoteltesterin und Moderatorin

### O
- Otto von Heinemann (1824–1904), deutscher Historiker und Bibliothekar
- Otto Heinemann (Verbandsfunktionär) (1864–1944), deutscher Politiker und Verbandsfunktionär
- Otto Heinemann (Archivar) (Otto Heinrich Julius Heinemann; 1870–1944), deutscher Archivar und Herausgeber

### P
- Paul Heinemann (1916–1996), belgischer Pilzkundler
- Peter Heinemann (* 1936), deutscher Politiker (SPD)
- Peter-Paul Heinemann (1931–2003), schwedisch-deutscher Mediziner und Moderator
- Pia Heinemann (* 1975), deutsche Wissenschaftsjournalistin

### R
- Reinhard Heinemann (1895–1967), deutsch-dänischer Maler
- Robert Heinemann (* 1974), deutscher Politiker (CDU)
- Rolf Heinemann  (* 1937), deutscher Orientierungsläufer und Unternehmer
- Rudolf Heinemann (Organist) (1934–2020), deutscher Organist und Domkapellmeister
- Rudolf Heinemann (Musikwissenschaftler) (* 1938), deutscher Musikwissenschaftler und Musikkritiker

### S
- Sabine Heinemann (* 1971), deutsche Romanistin und Hochschullehrerin
- Salomon Heinemann (1865–1938), deutscher Jurist und Mäzen
- Siegfried Heinemann (Pseudonym Philipp Maria Günther; * 1952), deutscher Maler und Bildhauer
- Simone Heinemann-Meerz (* 1960), deutsche Ärztin und Standespolitikerin
- Stefan Heinemann (Kunstsammler) (* 1951), deutscher Rechtsanwalt und Kunstsammler
- Stefan Heinemann (Physiker) (Stefan H. Heinemann; * 1960), deutscher Physiker, Biophysiker und Hochschullehrer
- Stefan Heinemann (Wirtschaftswissenschaftler) (* 1969), deutscher Wirtschaftswissenschaftler und Hochschullehrer
- Stefan Heinemann (Musiker), deutscher Musiker und Produzent
- Stephan Heinemann (* 1970), deutscher Archivat und Autor
- Stephen F. Heinemann (1939–2014), US-amerikanischer Biochemiker und Neurobiologe
- Sven Heinemann (* 1978), deutscher Politiker

### T
- Theodor Heinemann (1850–1934), deutscher Arzt
- Thies Heinemann (* 1971), deutscher Schachspieler
- Thomas Heinemann (Regisseur) (* 1958), deutscher Regisseur und Autor
- Thomas Heinemann (Medizinethiker) (* 1958), deutscher Mediziner und Philosoph
- Tim Heinemann (* 1997), deutscher Automobilrennfahrer
- Tobias Heinemann (* 1971), deutscher Manager

### U
- Ulrich Heinemann (* 1950), deutscher Ministerialbeamter und Historiker
- Uta Ranke-Heinemann (1927–2021), deutsche Theologin
- Uwe Heinemann (1944–2016), deutscher Neurowissenschaftler und Epileptologe

### V
- Volker Heinemann (* 1956), deutscher Onkologe und Hochschullehrer

### W
- Walter von Heinemann (1858–1928), deutscher General der Infanterie
- Walter Heinemann (Mediziner) (1883–1966), deutscher Internist
- Walter Heinemann (Bühnenbildner) (1932–2018), deutscher Bühnenbildner und Theatermaler
- Weimar Heinemann († 1598), deutscher Bildhauer
- Werner von Heinemann (1856–1921), deutscher Generalmajor
- Wilhelm Heinemann (Maler), deutscher Porzellanmaler
- Wilhelm Heinemann (Kaufmann) (1842–1916), deutscher Kaufmann
- Wilhelm Heinemann (Komponist) (1862–1952), deutscher Musikpädagoge und Komponist
- Wilhelm Heinemann (Kunsthändler) (1901–??), deutscher Kunsthändler
- William Heinemann (1863–1920), britischer Verleger
- Winfried Heinemann (* 1956), deutscher Offizier und Militärhistoriker
- Wolfgang Heinemann (Historiker) (1936–2017), deutscher Lehrer, Historiker und Zeitungsredakteur
- Wolfgang Heinemann (Redakteur) (* 1953), deutscher Hörfunkredakteur

### Z
- Zoltán Heinemann (1939–2025), ungarisch-österreichischer Lagerstättenkundler und Hochschullehrer